# کاروانسرای کریمی
کاروانسرای کریمی مربوط به سدهٔ ۱۱ ه.ق است و در شهرستان لارستان، بخش بنارویه، دهستان بنارویه، روستای حسن‌آباد، ۳۰ متری شمال امامزاده شاه عبدالملک واقع شده و این اثر در تاریخ ۱۸ شهریور ۱۳۸۷ با شمارهٔ ثبت ۲۳۴۱۱ به‌عنوان یکی از آثار ملی ایران به ثبت رسیده است.